# Watertoren (Bodegraven)
De watertoren van Bodegraven is ontworpen door bouwbedrijf Visser & Smit Hanab en is gebouwd in 1907. De watertoren dient om druk te zetten op de waterleiding van Bodegraven. Hij heeft een hoogte van 34,15 meter; het waterreservoir boven in de toren heeft een inhoud van 200 m³. In 1954 is er een nieuw reservoir in aangelegd.
In 1980 is de toren, die staat aan de straat 'Rond de watertoren', verkocht aan de gemeente Bodegraven, en in 1995 is hij gerestaureerd. Tegenwoordig is de toren niet meer als watertoren in gebruik.
Per 1 januari 2010 is de watertoren in bezit van drs. ing. V.A. Tunzi. 
De toren is in gebruik  als zendmast en van de verdere gewenste herontwikkeling is geen sprake

Alblasserdam ·
Alphen aan den Rijn
(Hoorn ·
Prins Hendrikstraat) ·
Barendrecht ·
Bergambacht ·
Bodegraven ·
Boskoop ·
Boven-Hardinxveld ·
Brielle ·
Delft
(Wateringsevest ·
Stromingslaboratorium ·
Getijmodellaboratorium) ·
Den Haag ·
Dirksland ·
Dordrecht
(Villa Augustus · DuPont) ·
Dubbeldam ·
Gorinchem ·
Gouda ·
's Gravendeel ·
Hazerswoude-Rijndijk ·
Heinenoord ·
Hellevoetsluis ·
Hillegom ·
Hendrik-Ido-Ambacht ·
Katwijk ·
Klaaswaal ·
Krimpen aan de Lek ·
Kwintsheul ·
Leerdam
(1900 ·
1912 ·
1929) ·
Leiden ·
Loosduinen ·
Maassluis ·
Meije ·
Monster ·
Moordrecht ·
Naaldwijk ·
Nieuw-Lekkerland ·
Noordwijk ·
Oud-Beijerland ·
Ouderkerk aan den IJssel ·
Poeldijk ·
Rijsoord ·
Rijswijk
(Jaagpad ·
Sammersweg) ·
Roelofarendsveen ·
Rotterdam
(De Esch ·
Delfshaven ·
IJsselmonde ·
Mallegat ·
Europoort) ·
Sassenheim ·
Schoonhoven ·
Sliedrecht ·
Slikkerveer ·
Strijen ·
Vlaardingen 
(1885 ·
1895 ·
Nieuwe) ·
Voorburg ·
Voorschoten ·
Wassenaar ·
Zoetermeer ·
Zuidzijde ·
Zwijndrecht